# Chocolademousse
Chocolademousse of chocomousse is een nagerecht van eieren en chocolade, dat in veel landen populair is. Vooral in Frankrijk, waar het gerecht is ontstaan. Het woord chocolademousse is samengesteld uit het Nederlandse woord chocolade en het Franse woord mousse (schuim). Het product wordt in culinaire kringen ook wel aangeduid met de Franse benaming mousse au chocolat. 
Een traditionele chocolademousse wordt gemaakt met pure chocolade. Een minder sterke chocoladesmaak wordt verkregen door gebruik te maken van melkchocolade of witte chocolade. De chocolade moet worden gesmolten. Dit kan au bain-marie gebeuren of in de magnetron. Vervolgens worden er geklopte eiwitten, slagroom en eventueel wat water doorheen geklopt. Bij bepaalde variëteiten wordt ook het eigeel verwerkt. Door de mousse te laten afkoelen in de koelkast stolt de chocolade en wordt de mousse stijf. Eventueel kan, net zoals bij een bavarois gebeurt, wat gelatine worden toegevoegd. Te veel gelatine kan echter leiden tot een te stijve mousse, die niet meer smakelijk is. Soms wordt er een likeur of een drank als cognac toegevoegd, maar dit is in afwijking van de traditionele bereiding.
Een traditionele vers gemaakte mousse bevat ongepasteuriseerde rauwe eieren, waarin de salmonellabacterie aanwezig kan zijn. Daarom is chocolademousse niet geschikt voor kleine kinderen, zwangere vrouwen, bejaarden en andere risicogroepen. In verband met dit gezondheidsrisico kan ook gepasteuriseerd eiwit en eigeel gebruikt worden.
Een gezondere variatie van chocolademousse kan gemaakt worden door eiwitten en slagroom te vervangen door magere kwark. 